# Cayton
Cayton – wieś w Anglii, w hrabstwie North Yorkshire, w dystrykcie (unitary authority) North Yorkshire. Leży 55 km na północny wschód od miasta York i 304 km na północ od Londynu. W 2001 miejscowość liczyła 2407 mieszkańców.